# Джигарос, Диана Андреевна
Диана Андреевна Джигарос (род. 2 января 1995 года, Рига, Латвия) — российская бывшая дзюдоистка, а ныне тренер по дзюдо. Вице-чемпионка России 2016. Мастер спорта России международного класса по дзюдо.

## Биография
Родилась Диана 2 января 1995 года в столице Латвийской республики — Риге. В 5 лет со своей семьей переехала в город Волжский, Волгоградская область. Начала заниматься дзюдо в 7 лет под своим первыми и последним тренером Станиславом Гузенко.

## Спортивная карьера
В 2014 году впервые взяла бронзовую медаль на первенстве Европы в Бухаресте (Румыния) в весе до 63 кг и пришла третей в командной зачёте первенства мира среди юниоров в Форт-Лодердейл, США. В 2015 году стала финалисткой первенство мира среди юниоров в Абу-Даби (ОАЭ), а также выиграла кубок Европы среди юниоров в Санкт-Петербурге и два раза становилась третьей в Берлине (Германия) и Лайбниц (Австрия). 2016 год для Дианы был удачным, она впервые стала победительницей взрослого кубка Европы в Оренбурге и Белграде (Сербиия), взяла бронзовую медаль на престижнейшим турнире серии «Большой шлем» в Тюмени, была с серебряными медалями гран-при Загреб, чемпионата России среди взрослых и первенства Европы до 23 лет в Тель-Авиве (Израиль). В 2017 году в третий раз выиграла кубок Европы в словенском городе Подчетртек, стала третьей на кубке Европы в Саарбрюккене (Германия) и первенстве Европы до 23 лет Подгорице (Черногория). В 2019 году добыла бронзовую медаль на «Большом шлем» в Абу-Даби в весовой категории до 57 кг. В 2021 году завершила спортивную карьеру и начала тренерскую деятельность в дзюдо.

## Спортивные достижения
- Первенство мира среди кадетов 2011 (Киев) — ;[3]
- Первенство Европы среди юниоров 2014 (Бухарест) — ;
- Первенство мира среди юниоров 2014 (Команда, Форт-Лодердейл) — ;
- Кубок Европы среди юниоров 2015 (Санкт-Петербург) — ;
- Кубок Европы среди юниоров 2015 (Берлин, Лайбниц) — ;
- Первенство мира среди юниоров 2015 (Абу-Даби) — ;
- Кубок Европы 2016 (Оренбург, Белград) — ;
- «Большой шлем» 2016 (Тюмень) — ;
- Гран-при 2016 (Загреб) — ;
- Чемпионат России по дзюдо 2016 — ;
- Первенство Европы до 23 лет 2016 (Тель-Авиве) — ;
- Кубок Европы 2017 (Подчетртек) — ;
- Кубок Европы 2017 (Саарбрюккен) — ;
- Первенство Европы до 23 лет 2017 (Подгорица) — ;
- «Большой шлем» 2019 (Аюу-Даби) — ;

## Личная жизнь
Диана является выпускницей Волгоградской государственной академии физической культуры.